# Герб Єгипту
Герб Єгипту (араб. شعار مصر) — це беркут, який дивиться вправо і трохи вгору.

## Опис
«Беркут Салах ад-Діна» тримає напис, на якому написано назву держави арабською мовою: Арабська Республіка Єгипет. На місці серця беркута знаходиться щит з кольорами прапора — але у вертикальній замість горизонтальної конфігурації.
У союзі з Сирією у складі Об'єднаної Арабської Республіки (1958–1961) і до 1971 року, на щиті розташовувалися дві зірки. У період між 1972 та 1984 роками беркут був замінений на золотого яструба, як частина символіки Федерації Арабських Республік.
Беркут як символ Салах ад-Діна є предметом диспутів для археологів. Символ беркута був знайдений на західній стіні цитаделі Каїру (побудованої Салах ад-Діном), і тому багато хто припускають, що він є його особистим символом. Існує, однак, мало доказів цього. Беркут був згодом прийнятий як символ арабських націоналістів у Іраку, Палестині та Ємені (а раніше в Лівії).

## Історія
|  | Герб Єгипетського Султанату 1914—1922          | Щоб показати свою незалежність від Османської Порти Мухаммад Алі представив новий єгипетський герб із зображенням трьох півмісяців з трьома зірками на червоному полі. Передбачається, що це має символізувати перемоги його армії на трьох континентах (в Африці, Азії і Європі), і його власний суверенітет над Єгиптом, Суданом і Хіджазом. |
|  | Герб Єгипетського королівства 1922—1953        | На гербі королівства в блакитному полі — три п'ятипроменеві зірки над півмісяцем, повернутим рогами вгору; всі фігури — срібні. Щит оточений ланцюгом вищого державного ордена Мухаммада Алі. Герб покладено на пурпурову, підбиту горностаєм і прикрашену золотими шиттям і бахромою мантію, спадаючу з королівської корони, яка повторюється безпосередньо над щитом. Іноді щиток герба неправильно забарвлювався в зелений колір, згідно забарвлення нового прапора королівства. Три зірки символізують три складових Королівство території: Єгипет, Нубію і Судан; зелений колір означає сільськогосподарську природу країни, а також символізують домінуючу релігію іслам. |
|  | Герб Республіки Єгипет 1953—1958               | Основою для герба Республіки Єгипту, прийнятого в 1953 році став золотий стилізований орел Саладіна, на грудях якого розмістився зелений круглий щиток із зображенням срібного півмісяця, зверненого рогами вгору і трьома зірками над ним — малюнка єгипетського прапора. |
|  | Герб Об'єднаної Арабської Республіки 1958—1971 | Баасистський уряд Сирії в січні 1958 року запропонував Єгипту об'єднання з Сирією. Гербом ОАР був зроблений модифікований «орел Саладіна», що отримав чорні крила і хвіст. На грудях орла поміщений щиток, що повторює малюнок нового прапора у вигляді вертикальних смуг червоного, білого і чорного кольорів із зображенням посередині одна над іншою двох зелених п'ятипроменевих зірок — символів Єгипту та Сирії. Червоний колір символізує боротьбу з колоніальним режимом, білий — «безкровну» революцію 1952 року, чорний — закінчення гніту британського колоніального режиму. В лапах орел тримає зелений картуш з обрамленням, на якому дано назву держави арабською мовою: الجمهورية العربية المتحدة (аль-Джумхурія аль-Арабія аль-Муттахіда, «Об'єднана Арабська Республіка»). |
|  | Герб Федерації Арабських Республік 1972—1977   | У 1972 р створена Федерацію Арабських Республік (ФАР), куди увійшли Лівія, Єгипет і Сирія. Гербом ФАР став золотий яструб. На його грудях розташовувався повністю золотий щиток. В лапах птах тримала сувій, на якому було накреслено повна назва держави — اتحاد الجمهوريات العربية, трохи вище — два пшеничних колоски. |